# Laza Lazarević
Lazar "Laza" K. Lazarević (serbiska:med det serbiska kyrilliska alfabetet Лаза К. Лазаревић) född 1 maj 1851 i Šabac, död 10 januari 1891 i Belgrad, var en serbisk författare och läkare.
Lazarević studerade juridik vid Belgrads universitet och senare medicin i Berlin. År 1876 avbröt han studierna för att delta som läkare i det serbisk-turkiska kriget. Två år senare återvände han till Berlin och avslutade studierna. Därefter gjorde han karriär som läkare, bland annat som livläkare åt den serbiske kungen.
Lazarević skrev nio berättelser som räknas som realismens genombrott inom den serbiska litteraturen. Den första berättelsen Švabica trycktes 1886.
Lazarević översattes till svenska 1891 av Alfred Jensen i Från Serbien och Montenegro.